# Булзештій-де-Сус (комуна)
Булзештій-де-Сус (рум. Bulzeștii de Sus) — комуна у повіті Хунедоара в Румунії. До складу комуни входять такі села (дані про населення за 2002 рік):
- Булзештій-де-Жос (87 осіб)
- Булзештій-де-Сус (63 особи) — адміністративний центр комуни
- Грохот (50 осіб)
- Джурджешть (50 осіб)
- Пеулешть (75 осіб)
- Русешть (21 особа)
- Стенкулешть (35 осіб)
- Томнатек (24 особи)
- Тічера (1 особа)

Комуна розташована на відстані 332 км на північний захід від Бухареста, 48 км на північ від Деви, 83 км на південний захід від Клуж-Напоки, 132 км на північний схід від Тімішоари.

## Населення
За даними перепису населення 2002 року у комуні проживали 406 осіб, усі — румуни. Усі жителі комуни рідною мовою назвали румунську.
Склад населення комуни за віросповіданням:
| Релігія       | Кількість осіб | Відсоток |
| ------------- | -------------- | -------- |
| православні   | 399            | 98,3%    |
| п'ятдесятники | 5              | 1,2%     |
| адвентисти    | 2              | 0,5%     |